# Biltir
Die turksprachigen Biltir (russisch Бельтиры; Biltiren) sind ein Volksstamm der heute als Chakassen bezeichneten Ethnie der russischen Republik Chakassien (Süd-Sibirien). Sie sind aus der Vermischung von Chakassen und Tuwinern hervorgegangen. Wegen ihrer Sprache werden sie zu den Turkvölkern gerechnet. Die Biltir waren in bis ins 19. Jahrhundert auf das Schmiedehandwerk spezialisiert.